# Onobrychis paucidentata
Onobrychis paucidentata är en ärtväxtart som beskrevs av Auguste Nicolas Pomel. Onobrychis paucidentata ingår i släktet esparsetter, och familjen ärtväxter. Inga underarter finns listade i Catalogue of Life.